# Microlongichneumon impostor
Microlongichneumon impostor là một loài tò vò trong họ Ichneumonidae.